# Championnat de Syrie féminin de football
Le championnat de Syrie féminin de football est une compétition féminine de football opposant les meilleures équipes de Syrie.

## Histoire
La première édition se déroule en 2019-2020 et rassemble sept clubs : Amouda, Hama Police, Suwayda Workers, Al Arabi, Homs, Jaramana, and Damas. L'équipe kurde d'Amouda remporte le premier titre.

## Palmarès
| Édition   | Vainqueur |
| --------- | --------- |
| 2019-2020 | Amouda    |
| 2020-2021 | Khabur SC |
| 2022      | Fayrouza  |
| 2023-2024 | Al-Hilal  |